# Norwich Union Grand Prix
Der Norwich Union Grand Prix war ein zum Ende der 1980er-Jahre dreimal ausgetragenes professionelles Snookerturnier mit dem Status eines Einladungsturniers. Das Turnier fand jeweils an verschiedenen Orten innerhalb Europas statt, wobei das Finale jeweils in Monte Carlo ausgetragen wurde. Die Engländer Steve Davis, Joe Johnson und John Parrott konnten jeweils eine der Ausgaben des von Norwich Union gesponserten Turnieres gewinnen. Parrott spielte bei der letzten Ausgabe des Turnieres 1990 mit einem 138er-Break das höchste Break der Turniergeschichte.

## Geschichte
Die Erstausgabe des Turnieres fand Ende 1988 statt und bedeutete nach 14 Jahren, als die Norwich Union Open letztmals ausgetragen wurden, ein Comeback von Norwich Union als Turniersponsor. Es nahmen acht Spieler teil, die aufgeteilt in zwei Gruppen an verschiedenen Orten in Europa ein einfaches Rundenturnier ausspielten, wobei die beiden besten Spieler jeder Gruppe ins Halbfinale vorrückten. Ab diesem wurde der Sieger im K.-o.-System ermittelt. Das Finale des Turnieres, bei dem es insgesamt 105.000 Pfund Sterling zu gewinnen gab, fand in Monte Carlo statt und wurde von Steve Davis und Jimmy White bestritten; Davis gewann mit 5:4. Zugleich spielte er mit einem 136er-Break das höchste Break des Turnieres.
Ende 1989 fand das Turnier erneut an verschiedenen Orten statt, wobei trotz gleichbleibender Teilnehmerzahl und Sponsorenschaft das Preisgeld auf 40.000 £ deutlich gesenkt wurde. Zudem wurde der Turniermodus geändert; nun fand das Turnier von Anfang an im K.-o.-System statt. Das Finale erreichten Joe Johnson und der aufstrebende Stephen Hendry; Ex-Weltmeister Johnson gewann mit 5:3 den Titel. Das höchste Break der Ausgabe spielte Mike Hallett mit seinem 137er-Break, mit dem er den Vorjahresrekord von Steve Davis, der diesmal gar nicht teilgenommen hatte, um einen Punkt übertraf.
Vom 8. Juni bis zum 7. Oktober 1990 fand ebenfalls an verschiedenen Orten sowie mit acht Teilnehmern und Norwich Union als Sponsor die dritte Ausgabe statt, bei der das Preisgeld wieder auf 60.000 £ angehoben wurde. Im Vergleich zum Vorjahr blieb der Turniermodus derselbe. Mit Steve Davis erreichte erstmals ein vorheriger Sieger des Turnieres das Endspiel, er musste sich aber John Parrott mit 4:2 geschlagen geben. Parrott spielte zudem 138er-Break das höchste Break der Ausgabe und der Turniergeschichte, da der Vorjahresrekord erneut um einen Punkt übertroffen wurde. Anschließend wurde das Turnier eingestellt.

## Sieger
| Jahr                                         | Austragungsort                               | Sieger                                       | Ergebnis                                     | Finalist                                     | Sponsor                                      | Saison                                       |
| Norwich Union Grand Prix – Einladungsturnier | Norwich Union Grand Prix – Einladungsturnier | Norwich Union Grand Prix – Einladungsturnier | Norwich Union Grand Prix – Einladungsturnier | Norwich Union Grand Prix – Einladungsturnier | Norwich Union Grand Prix – Einladungsturnier | Norwich Union Grand Prix – Einladungsturnier |
| -------------------------------------------- | -------------------------------------------- | -------------------------------------------- | -------------------------------------------- | -------------------------------------------- | -------------------------------------------- | -------------------------------------------- |
| 1988                                         | verschieden                                  | Steve Davis                                  | 5:4                                          | Jimmy White                                  | Norwich Union                                | 1988/89                                      |
| 1989                                         | verschieden                                  | Joe Johnson                                  | 5:3                                          | Stephen Hendry                               | Norwich Union                                | 1989/90                                      |
| 1990                                         | verschieden                                  | John Parrott                                 | 4:2                                          | Stephen Hendry                               | Norwich Union                                | 1990/91                                      |